# Jatiya Samajtantrik Dal

Parteiflagge

Die Jatiya Samajtantrik Dal (JSD, bengalisch জাতীয় সমাজতান্ত্রিক দল, „Nationale Sozialistische Partei“), oft abgekürzt als Akronym JaSaD oder JaSoD ('জাসদ') ist eine Partei des links-sozialistischen Spektrums in Bangladesch.

## Parteigeschichte

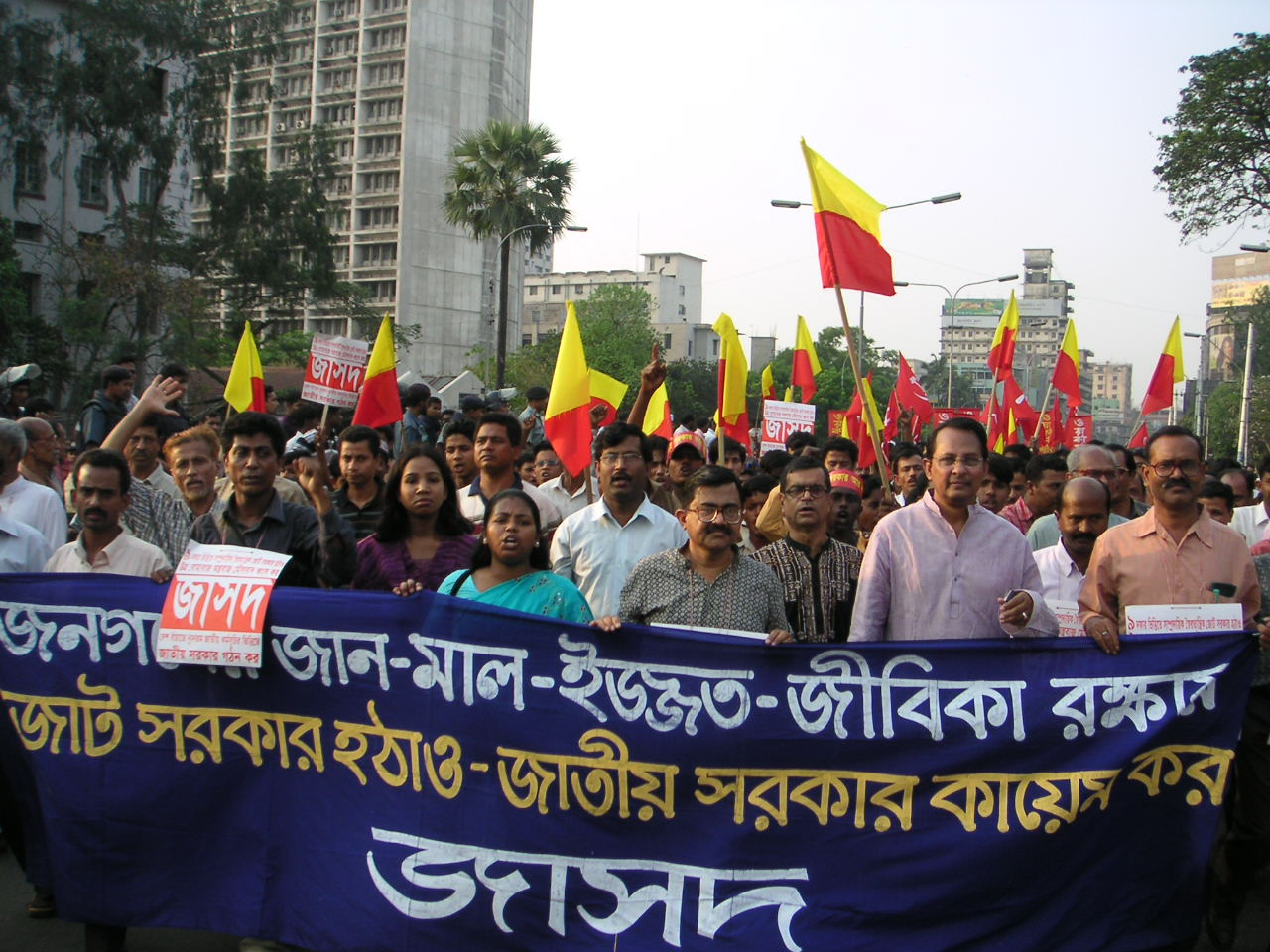
JSD-Anhänger bei einer Demonstration in Dhaka 2005

Die JSD wurde im Jahr 1972 kurz nach der Unabhängigkeit Bangladeschs von enttäuschten ehemaligen Anhängern der Awami-Liga gegründet. Diese ehemaligen Awami-Parteigänger hatten die Unabhängigkeit Bangladeschs von Pakistan im Unabhängigkeitskrieg 1971 im Alleingang erkämpfen wollen. Sie sahen das militärische Eingreifen Indiens auf Seiten Bangladeschs mit dem Einmarsch indischer Armeeeinheiten in das damalige Ostpakistan auch als einen Versuch, das Entstehen einer sozialistischen Gesellschaft in Bangladesch zu unterdrücken. Dementsprechend waren die JSD-Anhänger mit der Politik des ersten bangladeschischen Ministerpräsidenten Mujibur Rahman (Awami-Liga) unzufrieden, forderten eine sozialistische Umgestaltung der Gesellschaft und bekämpften zum Teil auch mit gewalttätigen Mitteln die Regierung der Awami-Liga.
Mujibur Rahmans Versuch, im Jahr 1975 angesichts der zunehmenden wirtschaftlichen Probleme eine Art Präsidialdiktatur und Einparteienregime einzuführen, scheiterte und er wurde noch im selben Jahr durch einen Putsch gestürzt und ermordet. Danach gewann die JSD unter dem nachfolgenden Militärregime einigen politischen Einfluss. In den 1980er Jahren zerfiel die Partei jedoch in diverse sektiererische Gruppen, die verschiedene politische Ziele verfolgten und vor allem auch verschiedene Haltungen zum Militärregime von General Ershad einnahmen. Dadurch verlor sie an politischem Gewicht. Eine dieser Fraktionen, die von A. S. M. Abdur Rab geführt wurde (JSD (Rab)), unterstützte im Wesentlichen die Maßnahmen der Militärregierung und näherte sich in ihren politischen Inhalten damit sehr stark der Jatiya Party an. Eine andere Fraktion, geführt von Shajahar Siraj (JSD (Siraj)), beteiligte sich zwar nicht am Boykott der Parlamentswahl 1986, stimmte jedoch im Parlament immer gegen die Vorlagen der Regierung. Eine dritte Fraktion, die von Hasan Huq Inu geführt wurde (JSD (Inu)), lehnte jede Zusammenarbeit mit der Regierung ab und beteiligte sich zusammen mit anderen linken politischen Gruppen an der außerparlamentarischen Opposition. Nach dem Ende von Ershads Präsidentschaft gehörte die JSD, bzw. ihre verschiedenen Fraktionen zu den kleinen Parteien und gewann maximal 1–2 Mandate bei den Parlamentswahlen. Bei der Parlamentswahl 2008, 2014 und 2018 ging die JSD mit der Awami-Liga im Rahmen der sogenannten „Großen Allianz“ ein Wahlbündnis ein und gewann 3 bzw. 5 bzw. 2 von 300 Wahlkreisen.